# Воловик, Виталий Иванович
Виталий Иванович Воловик  (8 сентября 1936 — 14 августа 2017) — украинский философ, доктор философских наук, профессор, писатель и общественный деятель. Заслуженный деятель науки и техники Украины (2002), кавалер ордена «За заслуги» III степени (2009), «За заслуги перед Запорожским краем І, ІІ, ІІІ степени». Основатель Запорожской философской школы социальной философии и философии истории.

## Биография
В 1944–1954 учился в СШ № 8 г. Никополя. После окончания школы учился на физико-математическом факультете Запорожского государственного педагогического института.
С 1959 по 1969 год работал на комсомольской и партийной работе в Запорожской области.Принимал участие в строительстве Запорожского железорудного комбината № 1 и г.Днепрору́дное. 
С 1972 года — заведующий идеологическим отделом Запорожского обкома КПУ.
В 1994 году был избран заместителем председателя Запорожского областного совета народных депутатов, затем — заместителем председателя Запорожской областной государственной администрации.
С 1987 по 1994 год — заведующий кафедрой философии Запорожского государственного университета. С 1991 по 1994 год — проректор по научной работе.
С 1994 - основатель и главный редактор профессионального издания  «Культурологический вестник:Научно-теоретический ежегодник Нижнего Приднепровья»
С 1998 года по 2007 — заместитель директора Запорожского института последипломного педагогического образования.
С 2007 - заведующий кафедрой социальной философии и управления Запорожского национального университета.

## Научная и литературная деятельность
Основатель Запорожской философской школы социальной философии и философии истории, которая признана одной из ведущих в Украине, наряду с Киевской школой философии Сергея Крымского, Львовской, Днепровской и Харьковской школами. Его труды посвящены философии истории, социальным изменениям, роли идеологии, преемственности поколений и развитию духовной культуры. Автор более 200 научных и публицистических работ. Под руководством было подготовлено и  успешно защищено 19 кандидатских и 9 докторских диссертаций.
Автор объединял философские исследования с написанием циклов художественных произведений, в которых переосмысливал жизни известных исторических личностей, таких как Нестор Махно и Лёва Задов, что придавало его романам глубокий философский и исторический контекст. Его литература посвящена истории и современности бытия родного края, ценностям любви и служения Родине. Позднее творческий дар автора открылся в поэзии.
Основные научные труды:
- Преемственность поколений (1973)
- Идеологическая деятельность: Диалектика традиций и новаторства (1990)
- Философия истории (1997)
- Введение в философию (2000)
- Философия педагогики (2003, 2004)
- Краткий философский словарь (2004)
- Философия политического сознания (2006)
- Философия религиозного сознания (2009)
- Социальная философия (2011)
- Политическая философия (2012)
- Основы социальной философии (2012)
- Три извечных вопроса (2015)
- Философия научного сознания (2017)

Художественные произведения:
- Обязаны выстоять (1984)
- Да будет день (1995)
- Следы (1996)
- Пороги (1997)
- Вера (1998)
- И пролетят соловьи… (2002)
- Искатели земного рая (2002)
- Блажен, кто верует (2004)
- Неземная любовь (2007)
- Во имя отца и сына (2014)
- Отцы не дети (2016)
- Рефлексия (2016)
- Мгновения вечности (2017)
- Особый смысл жизни (2017)

## Общественная деятельность
Член Национального союза журналистов Украины, академик Академии высшей школы Украины.Внёс вклад в развитие философского образования, подготовку научных кадров, организацию международных конференций и научных школ.

## Память
Похоронен на кладбище святого Николая в Запорожье. Оставил значительное наследие в философии и образовании Украины. Имя Виталия Ивановича Воловика записано в Книге почета Запорожской областной рады.